# Campeón de Campeones 1958-59
El Campeón de Campeones 1958-59 fue la XVIII edición del Campeón de Campeones que enfrentó al campeón de la Liga 1958-59: Guadalajara y al campeón de la Copa 1958-59: Zacatepec. El trofeo se jugó a partido único realizado en el Estadio Olímpico de la Ciudad de los Deportes de la Ciudad de México. Al final de este, el Club Deportivo Guadalajara consiguió adjudicarse por segunda vez en su historia este trofeo.

## Información de los equipos
| Guadalajara |  |  |  | Campeón de la Primera División de México (1958-59) |
| Zacatepec   |  |  |  | Campeón de la Copa México (1958-59)                |

## Previo
Las Chivas Rayadas del Guadalajara tras una brillante campaña obtuvieron el campeonato de Liga y después de participar en el torneo pentagonal internacional, jugando contra el Santos, Uda Duckla, América y León; fueron eliminados del torneo de Copa por el León, quien a su vez fue vencido en la final por el Zacatepec.
Al coronarse campeones de copa, los azucareros del Zacatepec tendrían que enfrentarse a los rojiblancos del Guadalajara para definir cuál equipo merecía el título de Campeón de Campeones, en un partido que por las circunstancias en que se encontraban ambas oncenas, el Zacatepec resultaba como favorito, ya que contaría con cuadro completo solo con la excepción del jugador Tedesco quien fue castigado, mientras que el Guadalajara sufrió la falta de cuatro titulares y del entrenador que había logrado el título de Primera División.
Los jugadores rojiblancos que no alinearían eran el defensa José Villegas, Francisco Flores, Héctor Hernández e Isidoro Díaz, los primeros dos suspendidos por el Tribunal de Penas, mientras que Díaz por una reciente lesión y Hernández por una operación en el hombro.

## Partido
El partido se jugó la mañana del 3 de mayo de 1959 en la Ciudad de México. El Guadalajara presentó un cuadro lleno de reservistas, pero que mostró clase, pundonor y fibra al momento de definir, por lo que logró derrotar por marcador de dos goles a uno a un cuadro del Zacatepec que se había adelantado en el marcador al primer tiempo, con gol del argentino Carlos Lara al minuto 31, tras un despeje largo que parecía salir por la línea de meta y que el defensa rojiblanco Pedro Nuño quiso cubrir, pero la bola no salió y Lara se desplazó colocando un duro disparo que cogió descolocado a Jaime "Tubo" Gómez.
Antes del gol azucarero, los de la franja verde ya habían llegado en dos ocasiones, una cuando el disparo de Quintanar se estrelló en el travesaño y otra de tiro libre ejecutado por Panchito Hernández, en la cual el "Tubo" hizo una gran atrapada.
Tras su gol el Zacatepec se replegó y el Guadalajara aprovechó para acorralarlo, el primer aviso llegó con un cabezazo de "Melón" Reyes que se estrelló en el travesaño, después otro disparo desde fuera del área del mismo Salvador, y por último un disparo desviado de "Mellone" Gutiérrez después de una gran jugada del entonces novato Moreno.
El empate rojiblanco llegaría al minuto 26 del complemento, después de un foul de Raúl "Güero" Cádernas, Lima ejecutó tiro de castigo hacia Crescencio "Mellone" Gutiérrez quien cruzó el pase hasta Salvador Reyes para que este aguantara la entrada de Ortiz y disparará con colocación hasta el fondo de la meta encomendada a Festa, quien nada pudo hacer para evitar la anotación.
El gol del triunfo se registró a los 30 minutos en una jugada personal de Sabás Ponce, quien desde su posición empeinó un fuerte tiro hacia el ángulo superior izquierdo de la portería del equipo azucarero, dejando al guardameta parado. Poco tiempo después de la anotación el juego se tornó un poco violento, el entonces seleccionado nacional Antonio Jasso golpeó arteramente al tapatío Juan Jasso, mientras que Raúl Cárdenas tumbo con una tijera a Raúl Arellano, ambas entradas causaron que el árbitro Manuel Alonso otorgará la expulsión de los dos jugadores del Zacatepec, en un juego que terminaría con una intensa lluvia.

### Alineaciones
- Guadalajara: Gómez, Nuño, López, Lima, Jasso, Cázares, Moreno, Reyes, Gutiérrez, Ponce y Arellano.

- Zacatepec: Festa, Izaguirre, Ortiz, Vela, Cárdenas, Hernández, Vergara, Jasso, Lara, Díaz y Quintanar.

### Guadalajara-Zacatepec
| 3 de mayo de 1959                               | Guadalajara           | 2:1 (0:1) | Zacatepec | Estadio Olímpico de la Ciudad de los Deportes, Ciudad de México |                                                           |
|                                                 | Reyes 71' · Ponce 75' |           | Lara 31'  | Asistencia: 50 000 espectadores Árbitro(s): Manuel Alonso       | Asistencia: 50 000 espectadores Árbitro(s): Manuel Alonso |
| Guadalajara Campeón de Campeones 1958-59 (2:1). |                       |           |           |                                                                 |                                                           |

| Campeón de Campeones 1958-59 |
| ---------------------------- |
|                              |
| Guadalajara                  |
| 2° Título                    |